# ببر رینگ
ببر رینگ فیلمی به کارگردانی و نویسندگی رضا بیک ایمانوردی محصول سال ۱۳۴۳ است.

## داستان
جوانی که کشتی کج می‌گیرد در این رشته به مقام قهرمانی نائل می‌شود. او به دختری علاقمند است و رؤیای ازدواج را دارد. در این حال زن تبهکاری وارد زندگی اش شده و او را به شب زنده داری و اعتیاد سوق می‌دهد. صاحب باشگاه که دوست اوست سعی می‌کند کمکش کند ولی موفق نمی‌شود. قهرمان از جانب مردم طرد شده و قصد دارد خود را از بین ببرد اما دختر مورد علاقه اش یاریش می‌دهد تا مجدداً پیروزی‌های گذشته را به دست آورد.

## بازیگران
- رضا بیک ایمانوردی
- ویکتوریا
- محسن آراسته
- علی آزاد
- جواد قائم‌مقامی